# Karma Nirvana
Karma Nirvana ist eine britische Wohltätigkeitsorganisation, die 1993 von Jasvinder Sanghera CBE gegründet wurde.

## Angebote
Karma Nirvana bietet zuvörderst Opfern von häuslicher Gewalt und Zwangsheirat Hilfe an. Sie betreibt außerdem ein nationales Hilfetelefon. Darüber hinaus halten die Vereinsmitglieder Vorlesungen an der University of Derby, um zukünftige Lehrer bereits während der Ausbildung für das Thema zu sensibilisieren.

## Gründung
Die Organisation hat ihren Hauptsitz in Leeds, West Yorkshire, und wurde von der Anwältin Jasvinder Sanghera gegründet, die selbst ein Opfer von Zwangsheirat wurde. Sie wusste, dass Opfer häufig aufgrund vorhandener Sprachbarrieren keine Hilfe in Anspruch nehmen, und wollte mit der Gründung ein Zeichen setzen. Das Ziel war eine vollständige Aufklärung der Öffentlichkeit über diese Praktiken. Seit der Gründung hat sich die Organisation stetig weiterentwickelt. Anfänglich war die Organisation nur rural bekannt; im Laufe der Zeit änderte sich die Bekanntheit jedoch, nachdem zahlreiche Medien über die Organisation berichteten. 2015 wurden dem Verein monatlich 250 Fälle von Gewalttaten „um der Ehre willen“ bzw. Zwangsehen angezeigt.
Karma Nirvana führte zusammen mit Cosmopolitan UK ein Projekt, das die Etablierung eines Gedenktages (day of memory an die Opfer eines so genannten Ehrenmordes (Britain's Lost Women) zum Ziel hatte. Das Projekt wurde von britischen Politikern wie dem damaligen stellvertretenden Premierminister Nick Clegg und der Schatten-Innenministerin (Schadow Home Secretary) Yvette Cooper unterstützt. Seit 2014 begeht Karma Nirvana jährlich am 14. Juli diesen Tag.
Die Arbeit der Organisation wurde 2015 dokumentarisch bei Vox Pop, einer Nachrichten- und Informationssendungen des Senders Arte, begleitet.